# التخت الشرقي النسائي السوري

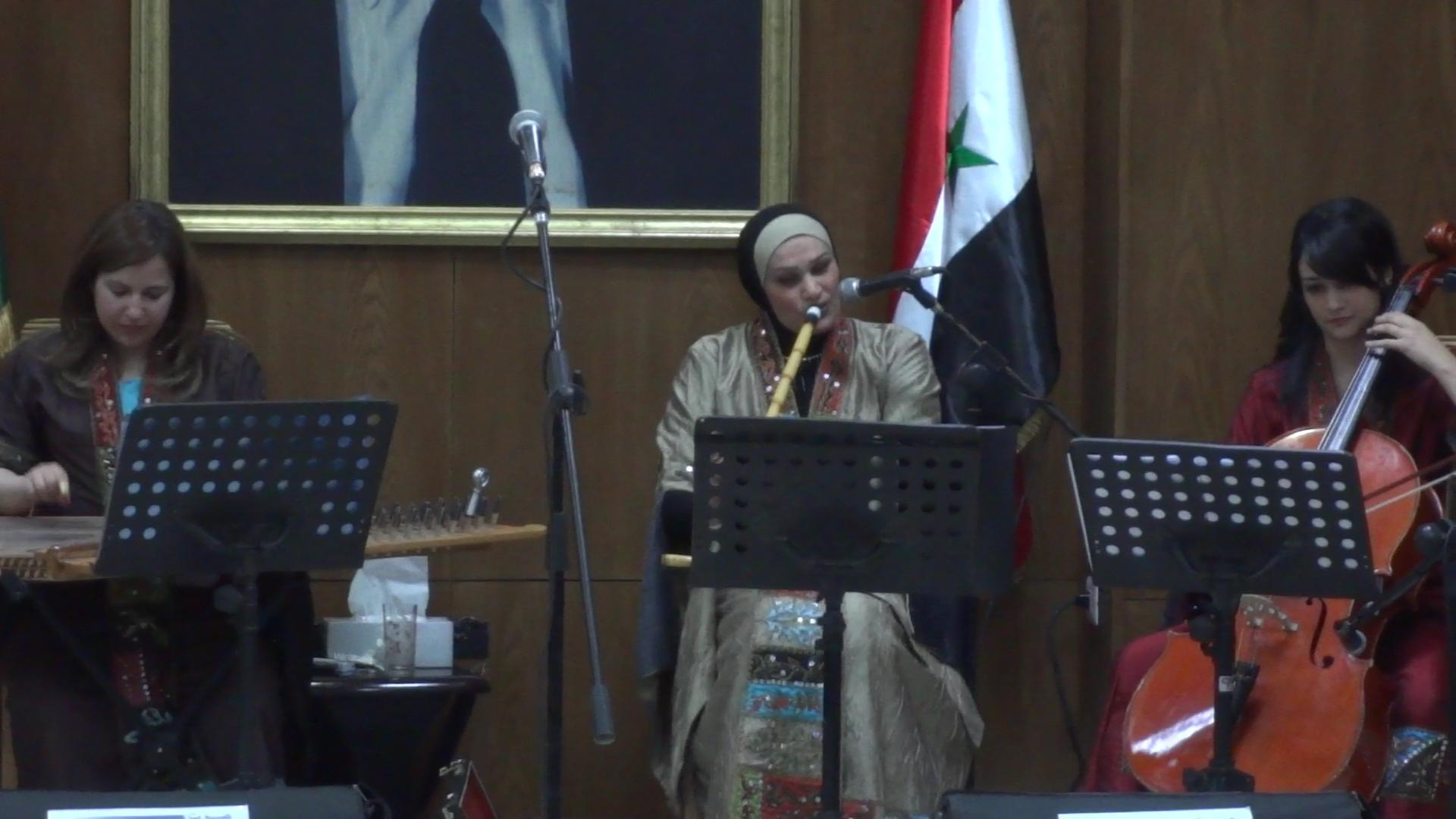
فرقة التخت الشرقي النسائي السوري في افتتاح مسرح دار البعث. (2012)

التخت الشرقي النسائي السوري هي فرقة تشكلت في سنة 2003 تضم ثمانية من خريجات المعهد العالي للموسيقا بدمشق. تتمحور رسالة الفرقة حول «الحفاظ على الأصالة والتراث مع المزاوجة بين هذين الأمرين بحداثة مدروسة». تهتم الفرقة بالموسيقا التراثية الكلاسيكية وتقدم مقطوعات آلية وغنائية.
طافت الفرقة أهم المسارح السورية والعربية ومثلت سوريا في عدد من الفعاليات والمهرجانات الثقافية في بلدان مثل ألمانيا والبحرين والصين وهولندا واليونان.

## أعضاء الفرقة
تتألف الفرقة من ثمانية عازفات:
- وفاء سفر: ناي (المشرفة)
- ديمة موازيني: قانون
- رحاب عازار: عود
- رزان قصار: كمان
- هديل ميرخان: تشيللو
- رغد حداد: فيولا
- سناء وهبة: كونترباص
- خصاب خالد: رق

## التاريخ
تشكلت الفرقة في التاسع من نيسان عام2003 من مجموعة خريجات وطالبات المعهد العالي للموسيقى في دمشق . وتعنى الفرقة بتقديم القوالب الموسيقية الكلاسيكية سواء الآلية أم منها أو الغنائية وبإحياء التراث الموسيقي السوري والعربي بكافة أشكاله وقوالبه.
يقول القائمون على الفرقة بأنها عبارة عن مشروع فني إنساني يغطي مساحات موسيقية من التراث السوري والشرقي، حيث يعيد صياغته بإحساس أنثوي. ويحاول القائمون في القرقة أن يجمعوا عبره البراعة في العزف والغناء و التطلع المستمر نحو الأفضل بأمل اضاءة نجمة جديدة تساهم في ترصيع سماء الفن الراقي، كما أن الفرقة تقوم بدعوة السيدات الواتي يطمحن للعمل على التغيير نحو الأفضل وتشجيعهن على تحقيق طموحاتهن وتلبية هوياتهم الموسيقية.
قدمت الفرقة العديد من الحفلات على أهم المسارح السورية كدار الاوبرا السورية و مكتبة الأسد و قصر المؤتمرات و مسرح كلية الفنون الجميلة ومسرح الحمراء و عدد من المراكز الثقافية كالمركز الثقافي العربي و الفرنسي و الفلسطيني و مكتب عنبر و بيت السباعي و القاعة الشامية في المتحف الوطني بدمشق.
كما كان للفرقة العديد من المشاركات الموسيقية ضمن مناسبات متنوعة خارج القطر. فقد مثلت سوريا في العديد من التظاهرات والأسابيع الثقافية السورية و المؤتمرات في هولندا (مؤتمر أمستردام لموسيقى الشرق الأوسط تحت رعاية الملكة الهولندية و الملكة نور الأردنية)و في اليونان. في الصين(مسرح بكين الكبير) و ألمانيا والإمارات العربية المتحدة وإيطاليا والأردن(مهرجان فوانيس) ولبنان(مسرح بابل) و البحرين(مهرجان الموسيقي الدولي وحفل خاص للعائلة المالكة البحرينية)و بغداد وسلطنة عمان .

## داخل سوريا
حفل على مسرح الحمراء 21\8\2013
حفل تكريم المغنية وردة في دار الاوبرا السورية 9\3\2012
حفل تكريم المغنية سعاد محمد في دار الاوبرا السورية 20\10\2011
حفل موسيقي في مجمع دمر الثقافي 4\10\2011
حفل ضمن اطار فعاليات أمسيات رمضانية في قصر العظم21\8\2011
حفل بعنوان ذكريات مع سعاد محمد في مسرح الحمراء30\7\2011
حفل بمناسبة يوم المرأة العالمي في دار الأوبرا السورية 9\3\2011
حفل اختتام فعاليات موسيقى على الطريق 25\12\2010
حفل اختتام مؤتمر التحاليل الطبية دار الاوبرا 24\10\2010
حفل ضمن فعاليات موسيقى على الطريق 4\6\2010
حفل مؤسسة سنابل الخيرية في قلعة دمشق 1\6\2010
حفل بمناسبة يوم المرأة العالمي في دار الأوبرا السورية 11\3\2010
حفلين في مشاركتها ضمن فعاليات مهرجان موسيقى على الطريق دمشق 14/8/2009.
حفل افتتاح مهرجان العاديات بجبلة 10/7/2009.
حفل اختتام مهرجان طرطوس المسرحي نيسان 2009.
حفل بمناسبة يوم المرأة في المركز الفلسطيني للثقافة برعاية الأونروا 16/3/2009.
حفل في دار الأوبرا السورية بمناسبة يوم المرأة العالمي 12/3/2009.
حفل بالمتحف الوطني(القاعة الشامية)بمناسبة توقيع بنود الشراكة السورية الأوروبية 12\2008
حفل على مسرح كلية الفنون بدمشق بمناسبة دمشق عاصمة للثقافة العربية 16/11/2008.
حفلين بمناسبة يوم الموسيقى العالمي في كل من مكتب عنبر وبيت السباعي 15/6/2007.
حفل في كنيسة دمر 22/12/2006.
حفل في المركز الثقافي الفرنسي بدمشق 1/12/2006.
حفل في المركز الثقافي الفلسطيني ضمن فعاليات مهرجان الثقافي الفلسطيني الثاني4/10/2006
حفل في قلعة دمشق برعاية رئيس الجمهورية العربية السورية في المسرح الأول 1/7/2006.
حفلات ومشاركات عدة أقيمت في دار الأسد للثقافة بدمشق في كل من نيسان وأيار 2006.
حفل افتتاح المركز الثقافي الفلسطيني بدمشق 12/4/2006.
حفل في دار الاوبرا السورية بمناسبة يوم السكان العالمي برعاية هيئة صندوق السكان العالمي 11/7/2005.
حفل افتتاح مركز نمرين الموسيقي للأطفال برعاية منظمة اليونسكو وmusic in me 14/9/2004.
حفل في دار الأسد للثقافة والفنون 12/5/2004.
حفل في مكتبة الأسد بمناسبة توزيع جوائز حنا مينة للرواية والقصة القصيرة 21/1/2004.
حفل في مكتبة الأسد ضمن تظاهرة فلسطين في ذاكرة ادوارد سعيد 2/12/2003.
حفلين في مكتب عنبر أيار 2004.

## خارج سوريا
حفل ضمن فعاليات الاسبوع الثقافي السوري في بغداد 27\6\2013
حفل في دار الاوبرا سلطنة عمان 11\2013
حفلين ضمن فعاليات الاسبوع الثقافي السوري في روسيا (موسكو)6-7تشرين الأول 2011
حفل ضمن فعاليات مهرجان فوانيس المسرحي3اذار2010
حفل ضمن فعاليات مهرجان فوانيس المسرحي دورة فلسطين آذار 2009.
حفل في المهرجان الدولي السابع عشر للموسيقى في البحرين تشرين أول 2008.
خمس حفلات في كل من أبو ظبي في المسرح الوطني ودبي في مركز السلطان عويس وعجمان في فعاليات الأسبوع الثقافي السوري بالإمارات العربية المتحدة 2008.
حفل افتتاح مهرجان فوانيس المسرحي آذار 2008.
حفلين في جامعة اليرموك بالأردن ضمن فعاليات مؤتمر الموسيقى 2008.
أربع حفلات في مدن إيطالية مختلفة ضمن فعاليات مهرجان أنطونيو بدعوة من منظمة الميوزيكا انسيمبل وجمعية الصداقة السورية الإيطالية وأهمها حفل بمناسبة يوم المرأة العالمي في مدينة بولونيا الإيطالية 8/3/2007.
حفل ضمن فعاليات مؤتمر رجال الأعمال العرب في الإمارات العربية المتحدة 9/12/2006.
حفل ضمن فعاليات معرض الكتاب في فرانكفورت ألمانيا 6/10/2004.
حفلين في مسرح بكين الكبير 23/24/5/2004 الصين.
حفل افتتاح معرض الفن والتراث السوري ضمن فعاليات الأسبوع الثقافي السوري في بكين الصين 22/5/2004.
حفل في مدينة أثينا خلال زيارة الرئيس إلى اليونان كانون الثاني 2004.
حفل في مسرح خوباو في أمستردام ضمن فعاليات مؤتمر موسيقى 12/11/2003.

## مقاطع فيديو للفرقة من اليوتيوب
http://www.youtube.com/watch?v=lPvl2FQO-IA
http://www.youtube.com/watch?v=oeuFINoU0xs
http://www.youtube.com/watch?v=X4aXs6KvXZA
http://www.youtube.com/watch?v=JZQV635D3PU